# طواف إيطاليا 2007
طواف إيطاليا 2007 هو سباق دراجات هوائية أقيم في إيطاليا بتاريخ 12 مايو – 3 يونيو، تكون السباق من 21 مرحلة وامتدّ لمسافة 3486 كم بسرعة 37. 486 كم/س، استغرق السباق 92 ساعة 59 دقيقة 39 ثانية. فاز به الإيطالي دانيلو دي لوكا.